# Arch Enemy
«Arch Enemy» (від англ. arch enemy — заклятий ворог, читається як «Арч Енемі») — шведський метал гурт, що грає в стилі мелодійний дез-метал. Виник 1996 року в Гальмстаді. Гурт засновано братами Майклом та Крістофером Еммотами(Michael Amott, Christopher Amott). Його учасники грали в таких гуртах, як Carcass, Armageddon, Carnage, Mercyful Fate, Spiritual Beggars та Eucharist.

## Учасники
Теперішні
- Джефф Луміс (Jeff Loomis) — гітара (з 2014)
- Майкл Емотт (Michael Amott) — гітара, бек-вокал (з 1996)
- Шарлі Д'Анджело (Sharlee D'Angelo) — бас-гітара (з 1999)
- Даніель Ерландссон (Daniel Erlandsson) — ударні (1996, з 1998)
- Аліса Вайт-Ґлаз (Alissa White-Gluz) — вокал (з 2014)

Колишні
- Нік Кордле (Nick Cordle) — гітара (з 2012—2014)
- Анґела Ґосов (Angela Gossow) — спів (2001—2014)
- Крістофер Емотт (Christopher Amott) — гітара (1996—2011)
- Мартін Бенґтссон (Martin Bengtsson) — бас-гітара (1997−1998)
- Йоган Лііва (Johan Liiva) — вокал (1996—2000)
- Петер Вілдер (Peter Wildoer) — ударні (1997)

Концертні та сесійні
- Ґус Ґ (Gus G.) — концертний гітарист (2005)
- Пер Віберґ (Per Wiberg) — клавішні на Burning Bridges, Wages of Sin, Anthems of Rebellion
- Дік Левґрен (Dick Lövgren) — концертний гітарист (1999)
- Роджер Нілссон (Roger Nilsson) — концертний басист (1999−2000)
- Фредерік Окессон (Fredrik Åkesson) — концертний басист (2005−2007)

## Дискографія
- Black Earth (1996)
- Stigmata (1998)
- Burning Bridges (1999)
- Burning Japan Live 1999 (2000, live)
- Wages of Sin (2001)
- Burning Angel (2002, міні-альбом)
- Anthems of Rebellion (2003)
- Dead Eyes See No Future (2004, міні-альбом)
- Doomsday Machine (2005)
- Rise of the Tyrant (2007)
- Revolution Begins (2007, міні-альбом)
- Manifesto of Arch Enemy (2009, збірник)
- The Root of All Evil (2009, збірник)
- Khaos Legions (2011)
- Dawn of Khaos (2011, збірник)
- War Eternal (2014)
- Stolen Life (2015, міні-альбом)
- Will to Power (2017)
- Deceivers (2022)